# Straight to Hell

Logotipo da canção

"Straight to Hell" é uma canção do The Clash, do Álbum Combat Rock. Foi lançada em 17 de setembro de 1982  nos formatos de vinil 12" e 7".

## História
Como a maioria das músicas do The Clash, as letras de "Straight to Hell" condenam a injustiça. O primeiro verso refere-se à desativação das siderúrgicas no Norte da Inglaterra e à alienação e ao racismo sofrido pelos imigrantes apesar de suas tentativas de integrarem-se à sociedade britânica. O segundo verso diz respeito ao abandono de crianças no Vietnã, as quais eram filhas de soldados americanos da Guerra do Vietnã. O terceiro verso contrasta o sonho americano visto pelos olhos das crianças amerasiáticas com uma visão deturpada da realidade americana. O verso final considera a condição dos imigrantes ao redor do mundo.
A referência aos "Amerasian Blues" descreve o abandono de crianças filhas de soldados americanos alojados em bases no Vietnam, durante a guerra do Vietnam. Por exemplo, parte da letra são escritas baseado nas palavras de uma dessas crianças mostrando uma fotografia de seu pai americano ausente com ela e sua "Momma-Momma-Momma-san". O apelo da criança é rejeitado. "-San" é um honorífico japonês ao invés de vietnamita, mas foi usado por tropas americanas no Vietnã para referir-se aos homens e mulheres vietnamitas, especialmente os mais velhos, como "mama-san" e "papa-san".
Quando Strummer canta sobre um "Volative Molotov" jogado a imigrantes porto riquenhos em Alphabet City como uma mensagem para encoraja-los a ir embora, ele refere-se ao incêndio criminoso que tomou construções ocupadas por comunidades de imigrantes - de maioria porto riquenha - antes que a área virasse alvo de gentrificação.
Devido a este material muito subjetivo, com batidas lentas, esta é uma das músicas mais lentas da história do Clash. A música, que possui por volta de 7 minutos na versão integra (que pode ser encontrada no box Clash on Broadway) utiliza um fundo em violino, o que a diferencia das demais músicas do Clash.